# Космонавт з племені сіу
Космонавт з племені сіу (англ. The Sioux Spaceman) — науково-фантастичний роман американської письменниці Андре Нортон, вперше опублікований 1960 року.

## Зміст
Індіанця сіу Кейда Вайтхока найняла Міжпланетна Торгова компанія, щоб замінити ним в команді загинувшого індіаця племені лакота. Компанія працювала на планетах імперії Стір, яка окупувала більшість Галактики, ще до моменту виходу землян в космос.
На планеті Лоді Стір завоював більшу половину території, використовуючи нашийники, які контролювали місцевих мисливців захоплених у полон.
Кейд повинен був доглядати за земними тваринами, які купував губернатор Лоді для свого зоопарку та брати участь з орендованими у нього мисливцями для полювання на хутрових звірів.
На полюванні наглядачі Стіру одразу намагались підлаштувати його вбивство, як і його попереднику.
Однак Кейд не тільки вижив, а й несподівано відкрив спосіб, яким можна звільняти поневолених аборигенів від нашийника.
У таборі він знайшов записки свого попередника, проте як завезення коней в Північну Америку допомогло індіанцям більше ніж століття протистояти більш технологічним загарбникам.
Він вирішує запропонувати губернатору коней для його зоопарку і підкинути місцевим ідею, викрасти їх.
Підозрілий губернатор вирішує знищити базу торгівців, однак коней вже привезено і вони залишаються цілі.
Тоді губернатор розпускає чутки про небезпечність коней для місцевих.
Кейду доводиться уникати загонів Стіру та місцевих, щоб зберегти коней.
Зрештою, потрапивши у полон, він демонструє бойові можливості коней, і схиляє деякі племена на свій бік.
Він добирається до знищеної бази бере там і встановлює посадковий маяк в горах.
Прилетівший корабель землян, виявляється кораблем розвідки, який забезпечує його покращеною версією зброї, для звільнення місцевих від нашийників та виробляє план для переправлення більшої кількості коней на планету. 